# لويس كاسيريس
لويس كاسيريس (بالإسبانية: Luis Enrique Cáceres)‏ هو لاعب كرة قدم باراغواياني، ولد في 16 أبريل 1988 في أسونسيون في باراغواي. شارك مع منتخب باراغواي تحت 20 سنة لكرة القدم ومنتخب باراغواي لكرة القدم. أما مع النوادي، فقد لعب مع سيرو بورتينيو ونادي فيتوريا ونادي كوريتيبا ونادي ليبرتاد.

## وصلات خارجية
- لويس كاسيريس على موقع قاعدة بيانات كرة القدم.إي يو (الإنجليزية)
- لويس كاسيريس على موقع ناشيونال فوتبول تيمز (الإنجليزية)
- لويس كاسيريس على موقع Soccerway.com (الإنجليزية)
- لويس كاسيريس على موقع عالم كرة القدم.نت (الإنجليزية)